# کمال حسنی
کمال حسنی (انگلیسی: Kamal Hosni; ۱ ژانویهٔ ۱۹۲۹ – ۱ ژانویهٔ ۲۰۰۵) خواننده، و هنرپیشه اهل مصر بود. او پس از بازی در اولین فیلم، تصمیم به ترک عرصهٔ بازیگری گرفت.